# فاكلاف سفوبودا
فاكلاف سفوبودا هو لاعب كرة قدم تشيكي، ولد في 16 سبتمبر 1999.